# Biblioteca da Galiza
A Biblioteca da Galiza (em galego:  Biblioteca de Galicia) é a biblioteca principal do sistema bibliotecário galego. Foi projetada pelo arquiteto norte-americano Peter Eisenman e, junto com outros seis edifícios, forma a Cidade da Cultura da Galiza, situada em Santiago de Compostela.

## Características

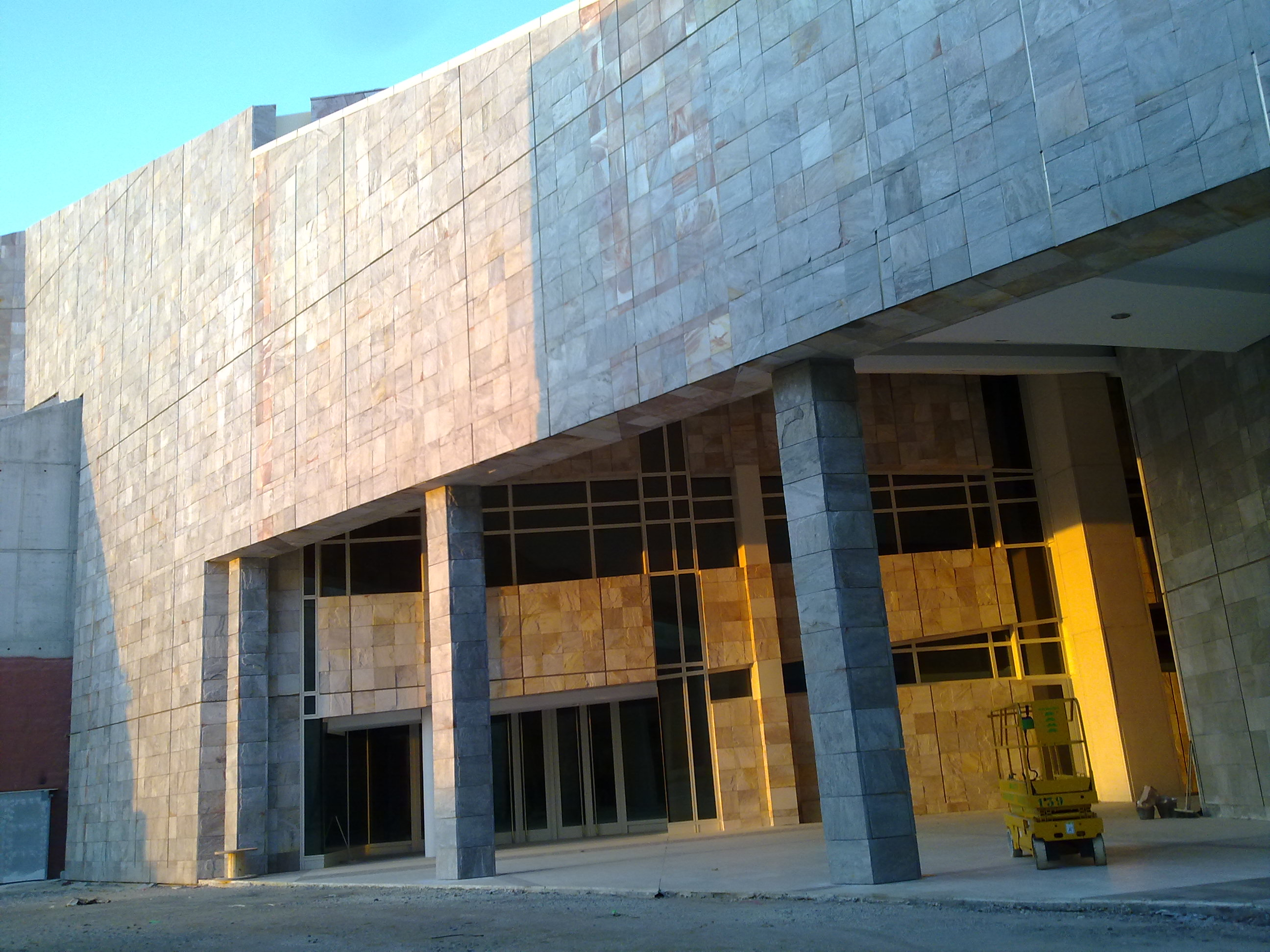
Biblioteca da Galiza.

A Biblioteca da Galiza representa o sistema bibliotecário galego ante todos os órgãos, fóruns e plataformas internacionais do campo bibliotecário. A Junta da Galiza inaugurou a biblioteca no dia 11 de janeiro de 2011, tendo início com mais de 250 000 volumes, sem contar a imprensa escrita, e uma equipa de trinta especialistas. Atualmente, conta com um milhão de volumes e possui cerca de 15.702 m² úteis, distribuídos em seis alturas.

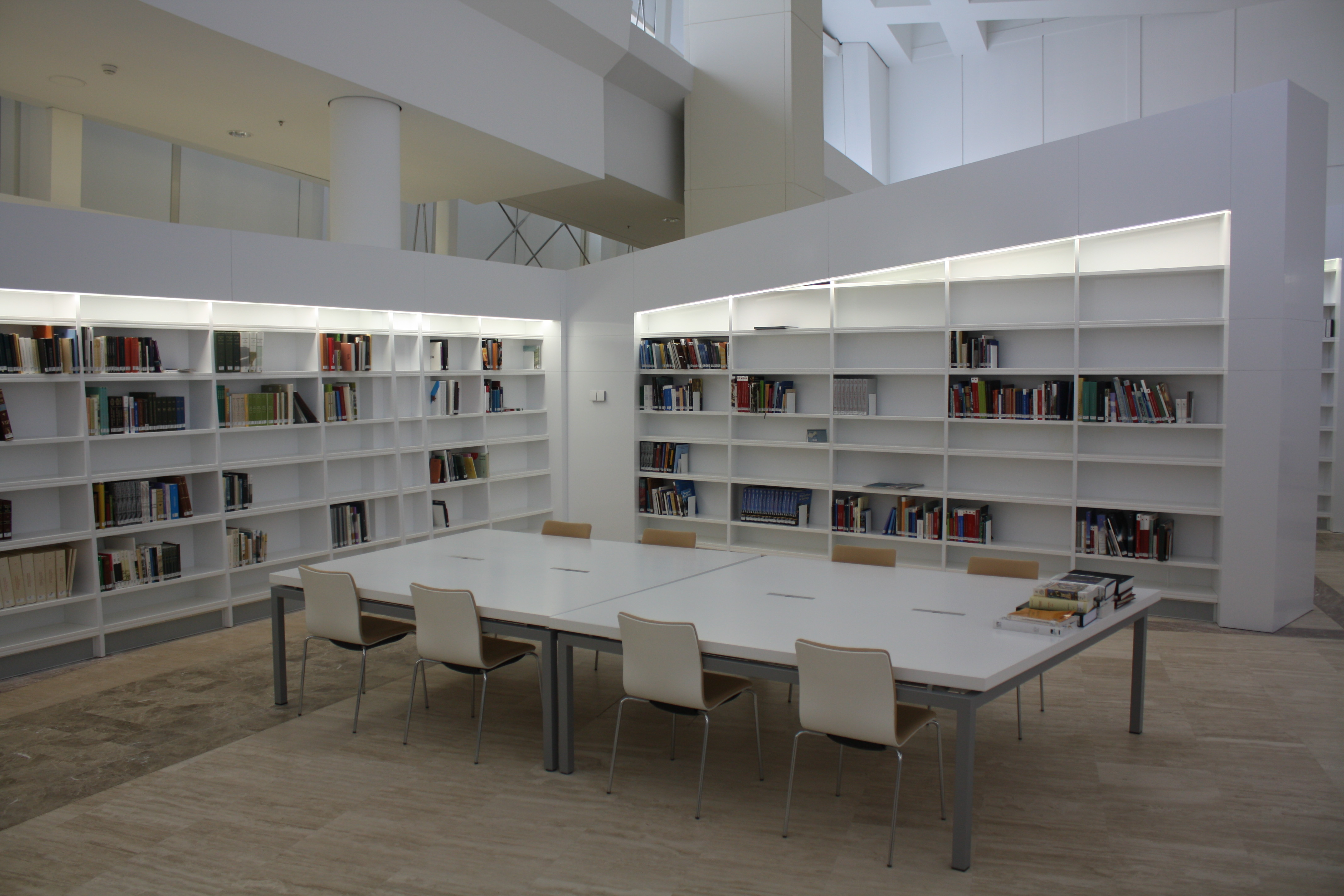
Vista interior.

A biblioteca, cuja missão é reunir, conservar e difundir o património bibliográfico da Galiza e toda a produção impressa, sonora, audiovisual e informática vinculada com o mesmo, guarda em sua coleção volumes do século XVI, manuscritos e as primeiras edições dos autores do Ressurgimento e também cartazes de festas, reflexo da história do país. Ao mesmo tempo, promove e difunde a cultura galega, facilitando o acesso ao património bibliográfico galego, seja de forma presencial ou virtual, tornando-se uma peça-chave para as atividades culturais relacionadas com o livro, a leitura e as bibliotecas. Neste quadro, destinará os recursos especiais para a promoção da literatura infantojuvenil em língua galega, de forma a potenciar o seu valor e a diversidade cultural.
Tanto os cidadãos em geral como o público profissional têm acesso à informação relevante para usos culturais e educativos.
Entre as coleções que abrigam a biblioteca, encontram-se os fundos bibliográficos de Isaac Díaz Pardo, Rodolfo Nuñez de las Cuevas, Basilio Losada, Xesús Alonso Montero, Carlos Casares Mouriño, Luis Losada Espinosa, Agustín Sixto Seco e Celso Collazo Lema.
A biblioteca também guarda os fundos do Conselho da Cultura Galega: Arquivo da Emigração Galega, Arquivo Sonoro da Galiza e o Centro de Documentação Sociolinguística.

## Fundos e coleções
Na Biblioteca da Galiza estão guardadas as bibliotecas pessoais de Xesús Alonso Montero, Celso Collazo Lema, Isaac Díaz Pardo, Basilio Losada, Luis Losada Espinosa, Rodolfo Núñez de las Cuevas e Agustín Sixto Seco.
A coleção da hemeroteca histórica iniciou-se com o primeiro jornal publicado na Galiza, El Catón Compostelano. Esta hemeroteca inclui os cabeçalhos publicados na Galiza e nas regiões onde emigraram os galegos (alguns periódicos como Caras y Caretas e El Eco de Galicia).
A cartoteca inclui os fundos que ingressam por depósito legal desde 2008, para além da coleção de mapas de Carlos Díaz e Alicia Castro. Esta coleção inclui a maioria dos mapas antigos impressos a partir do século XVI (cento e noventa mapas), com exemplares como os de Ojea e a Carta Geométrica da Galiza de Domingo Fontán. No mesmo ano, o geógrafo Nuñez de las Cuevas doou a sua coleção bibliográfica de 387 mapas. Entre eles encontram-se os mapas realizados na Segunda Guerra Mundial, como os realizados pelo exército alemão quando ainda não estava completo o Mapa Topográfico Nacional. Destaca ao mesmo tempo o mapa utilizado pelo chefe do Estado-Maior Dwight D. Eisenhower, em 1945, indicando as diferentes áreas de ação e ocupação da Alemanha pelos diferentes países da coligação.
Na biblioteca guardam-se também fundos gráficos, sonoros e audiovisuais.